# Monreal de Ariza (kommunhuvudort)
Monreal de Ariza är en kommunhuvudort i Spanien.   Den ligger i provinsen Provincia de Zaragoza och regionen Aragonien, i den centrala delen av landet, 160 km nordost om huvudstaden Madrid. Monreal de Ariza ligger 755 meter över havet och antalet invånare är 248.
Terrängen runt Monreal de Ariza är huvudsakligen platt, men norrut är den kuperad. Monreal de Ariza ligger nere i en dal. Runt Monreal de Ariza är det mycket glesbefolkat, med 2 invånare per kvadratkilometer. Närmaste större samhälle är Ariza, 5,0 km nordost om Monreal de Ariza. Trakten runt Monreal de Ariza består till största delen av jordbruksmark.